# Divisió de Moradabad
La divisió de Moradabad és una entitat administrativa de l'estat d'Uttar Pradesh, a l'Índia, amb capital a Moradabad. Antigament fou part de la divisió de Bareilly. El 2005 la divisió estava formada per quatre districtes:
- Districte de Moradabad
- Districte de Bijnor
- Districte de Rampur
- Districte de Jyotiba Rao Phule Nagar